# Théorème de Kürschák
En arithmétique, le théorème de Kürschák, dû à József Kürschák, énonce que les tranches de la série harmonique ne sont jamais entières, sauf si on ne considère que le premier terme.

## Énoncé
Théorème de Kürschák — Si m et n sont deux entiers tels que 0 < m ≤ n, alors {\displaystyle \sum _{i=m}^{n}{\frac {1}{i}}} est un entier (si et) seulement si m = n = 1,.

## Démonstration
Il est clair que pour m = n = 1, on obtient une valeur entière. Supposons maintenant n ≥ 2. Si m = n, le problème est résolu puisque 1/n n'est pas entier. Supposons donc m < n et notons 2r la plus grande puissance entière de 2 divisant au moins un entier compris (au sens large) entre m et n. On a r ≥ 1, car il y a au moins un entier pair entre m et n. En fait, 2r divise un unique entier compris entre m et n. En effet, s'il existait k = 2r(2s + 1) < k' = 2r(2t + 1) compris entre m et n, alors 2r(2s + 2) = 2r + 1(s + 1) serait compris entre m et n, ce qui contredirait la définition de r.
On en conclut que {\displaystyle \sum _{i=m}^{n}{\frac {1}{i}}} s'écrit sous la forme {\displaystyle {\frac {A}{2^{r}B}}}, où {\displaystyle A} et {\displaystyle B} sont impairs ({\displaystyle 2^{r}B} étant le PPCM des m, …, n), donc que cette somme n'est pas entière.

## Historique
Une version affaiblie de ce résultat, correspondant au cas où m = 1, a été prouvée en 1915 par Taeisinger. Kürschák a ensuite traité le cas général en 1918.

## Généralisation
En 1932, Paul Erdős généralise ce résultat aux suites harmoniques quelconques.